# Raklinjesprötfly

Raklinjesprötfly, Simplicia rectalis är en fjärilsart som beskrevs av Eduard Friedrich Eversmann 1842. Raklinjesprötfly ingår i släktet Simplicia och familjen , Noctuidae. Arten är ännu inte påträffad i Sverige. En underart finns listad i Catalogue of Life, Simplicia rectalis minoralis Warren, 1913.

## Bildgalleri

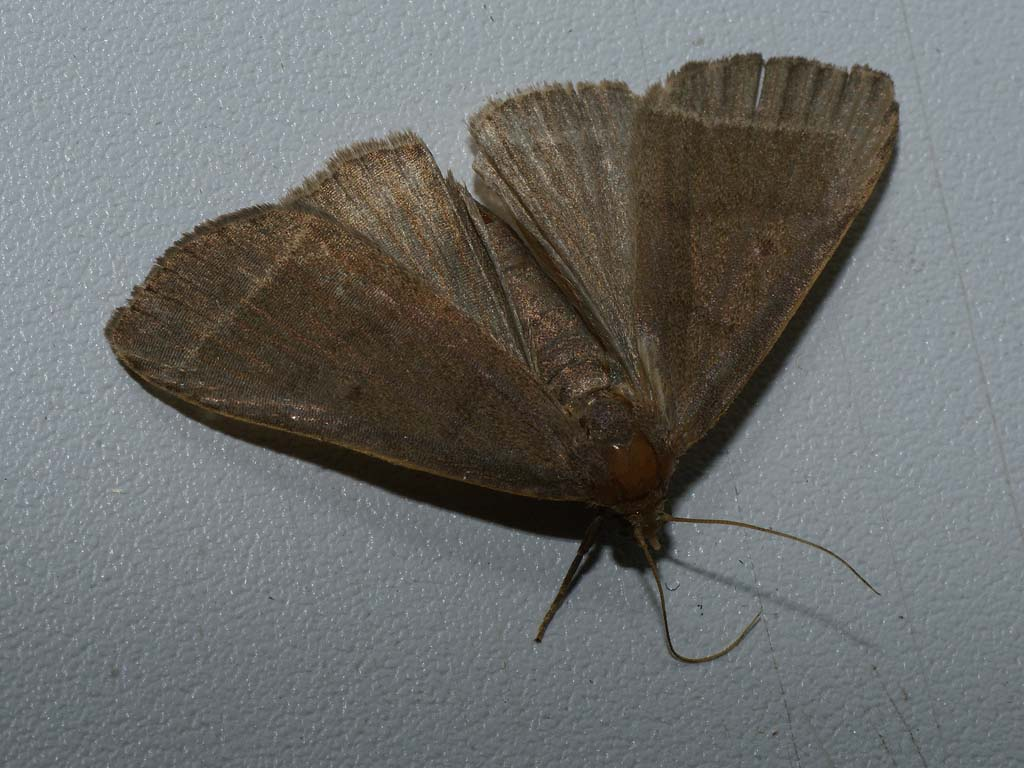
Imago fjäril med utbredda vingar